# Alberto Soria
Alberto Soria Ortega (1906. január 24. – 1980. június 23.) perui válogatott labdarúgó.
A perui válogatott tagjaként részt vett az 1930-as világbajnokságon.

## Külső hivatkozások
- Alberto Soria a FIFA.com honlapján Archiválva 2015. február 4-i dátummal a Wayback Machine-ben